# 워싱턴 디스트릭트 오브 컬럼비아 세인트 앨번스 스쿨

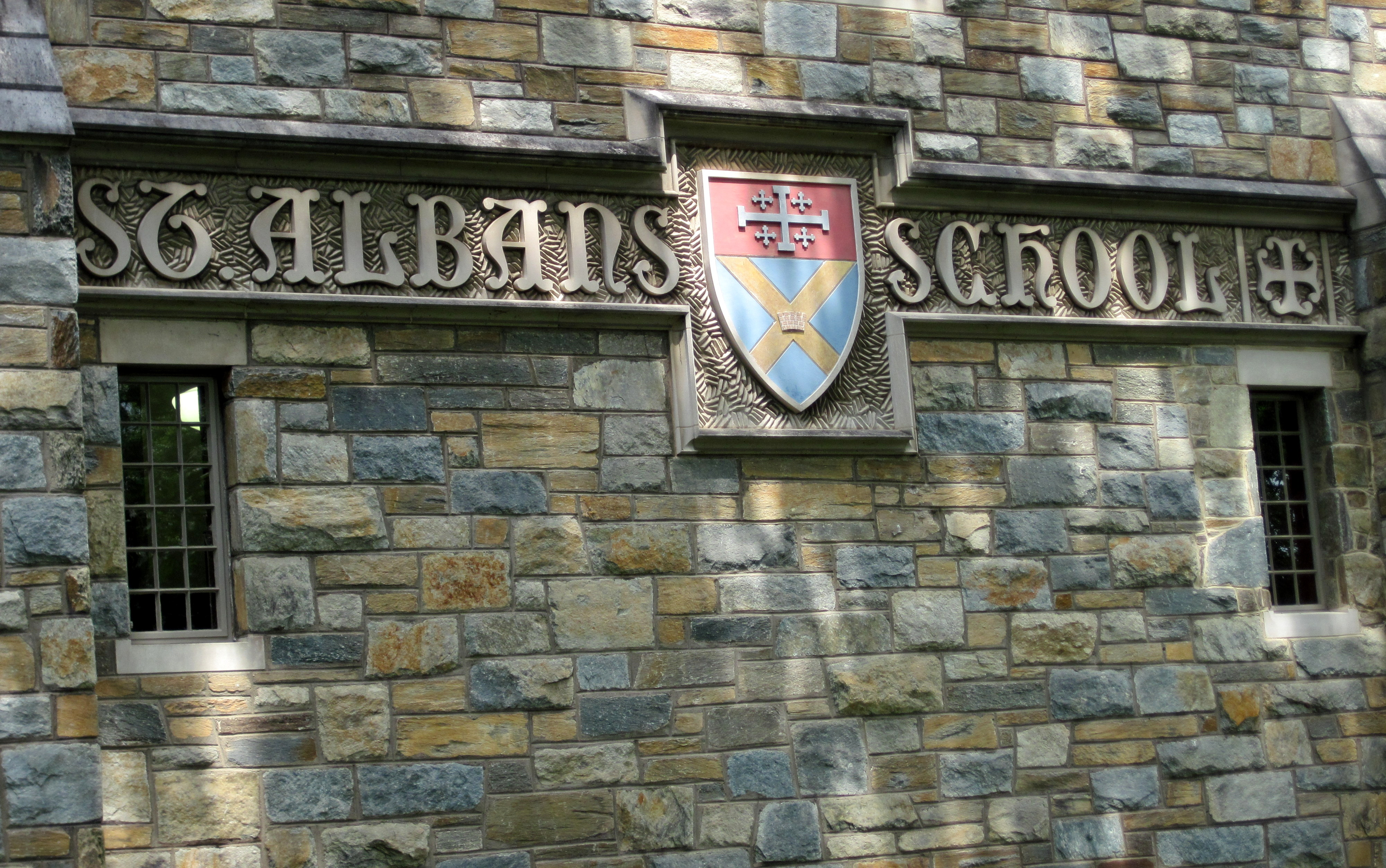

워싱턴 디스트릭트 오브 컬럼비아 세인트 앨번스 스쿨(Washington District of Columbia Saint Albans School)은 미국 워싱턴에 있는 사립 12년제 초중고등학교이다. 이 학교는 1909년에 첫 개교되었다.